# Jánosi Zoltán (irodalomtörténész)
Jánosi Zoltán (Miskolc, 1954. augusztus 23. –) József Attila-díjas magyar irodalomtörténész, szerkesztő.

## Élete
Tanulmányait 1975-től 1979-ig Nyíregyházán a Bessenyei György Tanárképző Főiskola magyar-orosz, majd 1980-1983 között Debrecenben a KLTE BTK magyar szakán végezte. 1979-től 1985-ig általános iskolai tanárként dolgozott, majd a Nyíregyházi Tanítóképző Intézet tanársegédje volt (1985-től 1988-ig). TMB-ösztöndíjas (1988-91), az irodalomtudományok kandidátusa (1995), habilitált doktora (2006) lett. A Bessenyei György Tanárképző Főiskola magyar nyelvészeti tanszékén adjunktus, később docens, 1996-tól a magyar irodalom tanszék tanára, 2000-től a Nyíregyházi Főiskola Bölcsésztudományi és Művészeti Karának főigazgatója lett. 2008-ban a Nyíregyházi Főiskola rektora lett.
1999-ben Széchenyi professzori ösztöndíjat nyert el. A nyíregyházi Partium (1997-1999) és a miskolci Új Holnap (1999-2001) irodalmi folyóiratok szerkesztője volt. 2006-tól a szendrői Új Hegyvidék munkatársa.
Testületi tagságai: 1994 óta a Kölcsey Társaság elnökségi tagja, 2003-tól alelnöke, 1996-1998 közt a Ratkó József Irodalmi Társaság ügyvezető elnöke volt. 2002-től a Németh László Társaság elnökségi tagja, 2003-tól a Tokaji Írótábor Kuratóriumának tagja. Az MTA Szabolcs Szatmár-Berg Megyei Testületének tagja, 2004-től a Magyar Akkreditációs Bizottság Irodalomtudományi Bizottság 2005-től a Széchenyi Irodalmi és Művészeti Akadémia Miskolci Területi Csoportjának. 2006-tól Magyar Írószövetség valamint a Magyar Rektori Konferencia Bölcsészet- és Társadalomtudományi Szakbizottságának tagja. 2016-tól a Nemzeti Kulturális Alap Szépirodalmi Kollégiumának elnöke.

## Kötetei
- 1985 Életveszély (novellák)
- 1995 A zuhanás káprázata (versek)
- 1996 Nagy László mitologikus költői világa az egyetemes és a magyar irodalomtörténet koordinátáiban
- 2001 Idő és ítélet (tanulmányok)
- 2003 A Csodafiu-szarvas (poézis, ember és univerzum Nagy László költeményében)
- 2004 Szinbád tükörképei (találkozások Krúdy Gyulával); németül 2005
- 2004 Nyírfatűz (Szabolcs-Szatmár-Bereg újabb irodalma)
- 2005 "Kő alatti fény" (Ratkó József és "két" nemzedéke, tanulmányok)
- 2005 Fűszál és mindenség (Folklór és archaikum az újabb magyar irodalomban)
- 2006 "Szólítlak hattyú" (Válogatott írások Nagy László életművéről)
- "Árnyékodon állva: Babylon". Archaikus és folklór-hatások az 1945 utáni magyar irodalom főbb műcsoportjaiban; Bessenyei, Nyíregyháza, 2007
- Barbárok hangszerén. Társadalom és antropológia XX. századi irodalmunk életműveiben; Holnap, Bp., 2010
- "Leszek haláltól ronthatatlan". Olvasókönyv Ratkó József életművéhez; vál., szerk., bev. Jánosi Zoltán; Magyar Napló–Írott Szó Alapítvány, Bp., 2010
- Tornai József: Európa már kevés. Interjú, versek, fotók; riporter Jánosi Zoltán; Magyar Napló, Bp., 2011
- Kutyák a babakocsiban. Tanulmányok, esszék; Felsőmagyarország, Miskolc, 2015
- Vállamon bárányos éggel. Írások Nagy Lászlóról; szerk. Jánosi Zoltán; Nap, Bp., 2015 (Magyar esszék)
- Ratkó József; MMA, Bp., 2016 (Közelképek írókról)
- Emlékpajzs Szigetvárnak, 1566–2016. Válogatás a "Zrínyi Miklós – Szigetvár 1566" emlékév történelmi, irodalomtörténeti tanulmányaiból, műalkotásaiból és ünnepi dokumentumaiból; vál., szerk. Jánosi Zoltán; Magyar Napló, Bp., 2016
- Kölcsey égboltja alatt. Ünnepek, arcok, életmű-elemzések a Kölcsey Társaság évtizedeiből; vál., szerk. Jánosi Zoltán, Kasztovszky László, Szabó István; Kölcsey Társaság, Fehérgyarmat, 2018 (A Kölcsey Társaság füzetei)
- Oláh János; MMA, Bp., 2018 (Közelképek írókról)
- Örvénylő himnuszok. Változatok a küldetésről; Magyar Napló–Írott Szó Alapítvány, Bp., 2020
- Antigoné gyűrűi. Kézjelek Kreón árnyékára; Magyar Napló, Bp., 2022

## Díjai
- 1996 Az Év Könyve-Díj
- 1996 a Nagy Lajos Alapítvány díja
- 1997 a Nagy Lajos Alapítvány díja
- 1999 Széchenyi professzori ösztöndíj
- 2002 Nyíregyháza Megyei Jogú Város Tudományos Életéért kitüntetés
- 2003 Nyíregyháza Millenniumi Emlékérme
- 2007 Kiss Áron-díj, Szabolcs-Szatmár-Bereg Megye oktatásának fejlesztéséért
- 2010 Arany János-díj
- 2014 József Attila-díj